# Johannes Klomann

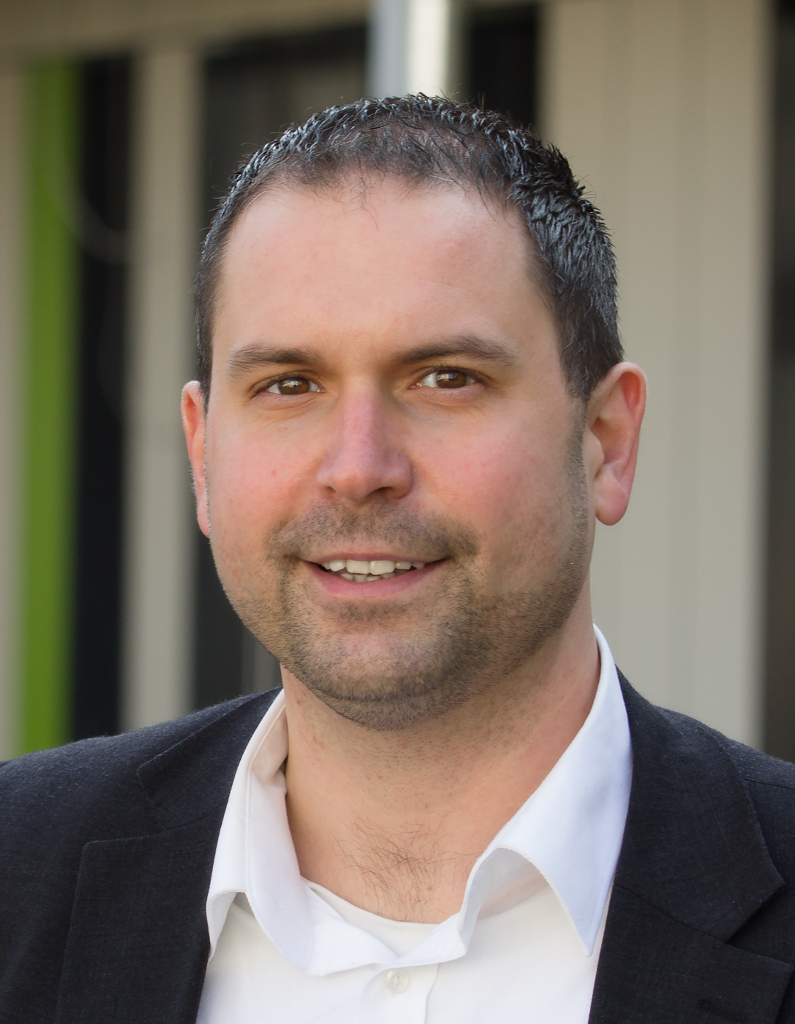
Johannes Klomann (2015)

Johannes Klomann (* 7. Mai 1976 in Ludwigshafen-Oggersheim) ist ein deutscher Politiker (SPD) und Mitglied des Stadtrats der Landeshauptstadt Mainz. Von 2015 bis 2021 war er Abgeordneter des rheinland-pfälzischen Landtags.

## Werdegang
Johannes Klomann wuchs in Frankenthal auf. Nach dem Abitur absolvierte er seinen Zivildienst am Pfalzinstitut für Hören und Kommunikation, bevor er ab 1996 Anglistik, Amerikanistik und Politikwissenschaft an der Johannes Gutenberg-Universität in Mainz studierte und sein Studium als Magister abgeschlossen hat. Klomann war zunächst ab dem Jahr 2001 Mitarbeiter der Abgeordneten Ulla Brede-Hoffmann, dann ab 2005 wissenschaftlicher Referent für die SPD-Fraktion im Landtag Rheinland-Pfalz.
Klomann gehört der SPD seit dem Jahr 1999 an. In den Jahren 2003 und 2004 war er Vorsitzender der Jusos Mainz. Im Jahr 2012 wurde Klomann Vorsitzender des SPD-Ortsvereins Gartenfeld-Neustadt, was er bis 2014 blieb. Von 2006 bis 2014 war er Mitglied im Ortsbeirat des Stadtbezirks Mainz-Neustadt und wurde bei der Kommunalwahl 2014 zum neuen Ortsvorsteher gewählt. Er folgt damit auf seinen Bruder Nico Klomann von den Grünen.

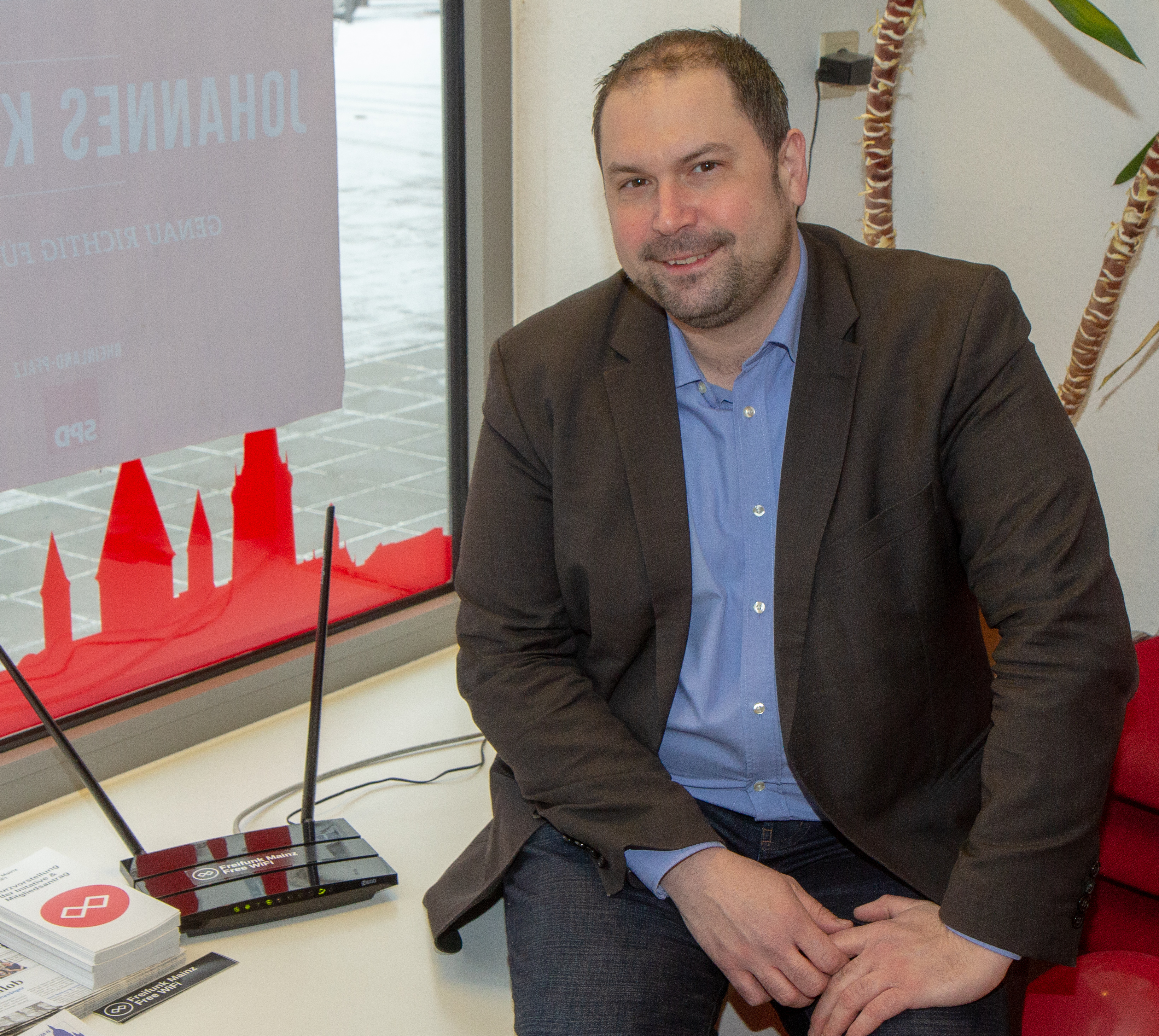
Johannes Klomann (2019) in seinem Wahlkreisbüro mit einem Freifunk-Router.

Gleichzeitig wurde er in den Stadtrat von Mainz gewählt. Dort ist Klomann Mitglied des Stadtrechts- und des Schulträgerausschusses. Darüber hinaus ist er Sprecher für Bürgerbeteiligung der SPD-Stadtratsfraktion und gehört dem Fraktionsvorstand an. Weiterhin gehört Klomann dem Werkausschusses des Entsorgungsbetriebs der Stadt Mainz und Aufsichtsrat der Wohnbau Mainz an.
In den Landtag rückte er am 1. April 2015 im Wahlkreis Mainz I (Wahlkreis 27) für die ausgeschiedene Abgeordnete Ulla Brede-Hoffmann nach. Er gehört im Landtag dem Ausschüssen für Bildung sowie Wissenschaft, Weiterbildung und Kultur an. Darüber hinaus ist er stellvertretendes Mitglied im Ausschuss für Medien und Netzpolitik sowie im Haushalts- und Finanzausschuss.
Bei der Landtagswahl am 13. März 2016 konnte Klomann mit 40,3 Prozent Erststimmen das Direktmandat im Wahlkreis 27 gewinnen.
Am 25. April 2018 wählte der SPD-Ortsverein Gartenfeld-Neustadt Klomann erneut zum Ortsvorsteher-Kandidaten für die Mainzer-Neustadt für die Kommunalwahl 2019. Mit 27.747 Stimmen wurde er bei den Kommunalwahlen im Mai 2019 erneut in den Stadtrat gewählt. Bei der Ortsvorsteher-Stichwahl am 16. Juni 2019 unterlag er dagegen Christoph Hand von den Grünen. Bei den Kommunalwahlen 2024 wurde Klomann wieder in den Stadtrat gewählt, in der aktuellen Wahlperiode ab 2024 ist er baupolitischer Sprecher der SPD-Fraktion.
Am 14. Dezember 2019 wurde Klomann auf dem Parteitag der Mainzer SPD zu deren neuem Vorsitzenden gewählt. Diese Funktion hatte er bis zu seinem Rücktritt am 16. April 2021 inne. Am 27. Juni 2020 wurde Klomann für die Landtagswahl 2021 erneut als Kandidat für den Wahlkreis Mainz I nominiert. Bei der Wahl am 14. März 2021 verlor er sein Direktmandat an Katharina Binz von den Grünen. Auch über die SPD-Landesliste verfehlte Klomann den Wiedereinzug in den Landtag, woraufhin er zwei Tage nach der Wahl ankündigte, sein Amt als Vorsitzender der Mainzer SPD im April niederzulegen.
Klomann arbeitet inzwischen hauptberuflich für die Landeszentrale für politische Bildung Rheinland-Pfalz und betreut dort das Projekt Schule ohne Rassismus – Schule mit Courage.